# Lobo (personaje)
Lobo es un personaje ficticio que aparece en los cómics publicados por DC Comics. El personaje fue creado por Roger Slifer y Keith Giffen, y apareció por primera vez en Omega Men # 3 (junio de 1983). Lobo es un extraterrestre nacido en el planeta utópico de Czarnia, y trabaja como mercenario y cazarrecompensas interestelar.
Fue presentado por primera vez en la década de 1980 como un villano curtido, pero pronto cayó en desuso entre los guionistas. Permaneció en el limbo hasta su renacimiento como un motorista antihéroe y cazarrecompensas con su propio cómic a principios de los años noventa. Los escritores intentaron usar a Lobo como una parodia de la tendencia de los años 1990 hacia historias de superhéroes «sombrías y crudas», personificadas por personajes de Marvel Comics como Cable, Wolverine o Punisher, pero en cambio fue aceptado con entusiasmo por los fanáticos de dicha tendencia. Esta popularidad llevó al personaje a tener un perfil mucho más alto en las historias de DC Comics a partir de entonces, así como a papeles principales en varias series en las décadas posteriores.
Lobo hizo su debut en acción en vivo en la segunda temporada de la serie de televisión Krypton, interpretado por Emmett J. Scanlan. Jason Momoa fue elegido para interpretarlo en el DCU, debutando en la película Supergirl.

## Características
El personaje disfrutó de una breve carrera como uno de los personajes más populares de DC durante la década de 1990. Esta versión de Lobo pretendía ser una sátira del superhéroe Wolverine de Marvel Comics. En el número 41 de Deadpool, una serie separada de Marvel, Lobo fue parodiado como "Dirty Wolff", un gran hombre de piel azul que conducía una motocicleta demoníaca. También fue parodiado en la serie Bloodwulf de Image Comics y como "Bolo" en la serie Satan's Six de Topps Comics.
En una entrevista de 2006, Keith Giffen afirmó: «No tengo idea de por qué Lobo despegó... Se me ocurrió como una crítica al prototipo de héroe como Punisher o Wolverine, y de alguna manera se convirtió en el chico modelo de la alta violencia. ¿Quién lo creyera?». Más tarde declaró que tanto Lobo como Ambush Bug se derivaron de Lunatik, un personaje que creó en la escuela secundaria.
Lobo era el personaje de DC Comics favorito de Stan Lee.

## Historial de publicaciones
Lobo fue presentado como un personaje habitual en el spin-off de Green Lantern y Teen Titans de Keith Giffen y Roger Slifer, Hombres Omega. En ese momento, él era un velorpiano cuya raza entera había sido exterminada por Psions y estaba asociado con Bedlam, a quien luego mató; su origen fue reconfigurado más tarde.
Después de una aparición bien recibida en Liga de la Justicia Internacional, Lobo se convirtió en un personaje regular en L.E.G.I.O.N. y su serie sucesora R.E.B.E.L.S..
El humor de Alan Grant y el arte de Simon Bisley ayudaron a convertir esta serie de cuatro números en un éxito, llevando a muchas subsecuentes miniseries y especiales. Estos incluyen Lobocop (una parodia de Robocop), Cadena ardiente de amor (en la que es enviado en un trabajo a un harén), Especial Navidad Paramilitar (en el que es contratado por el Conejo de Pascua para asesinar a Santa Claus), Especial Convención (una parodia de las convenciones de cómics) y Gladiadores Estelares (en el que Lobo toma parte en un espectáculo mortal televisado). Lobo también protagonizó su propia serie durante 64 números, de 1993 a 1999.
Mientras tanto, Lobo ha aparecido como estrella invitada regularmente en otras series, incluso en interacciones con otras compañías junto a personajes no-DC como La Máscara, Judge Dredd y the Authority. Durante la serie crossover DC vs. Marvel, luchó con Wolverine y perdió debido al voto popular de los fanáticos. También apareció muy brevemente en el crossover entre compañías LJA/Vengadores y se lo muestra luchando contra miembros de la Guardia Imperial Shi'Ar; aunque no se muestra el resultado, se menciona que la Guardia tuvo problemas para contenerlo.
En la serie de Lobo y las miniseries, todo es excesivo, desde las perversiones del protagonista, la violencia gratuita y el vocabulario a los colores y los dibujos grotescos. Todo en la serie se lleva al ridículo, incluso las palabrotas/tacos ("Rajado", "Gizzo fytal") que son empleados para reemplazar un vocabulario no deseado por una DC familiar y satirizar expresiones similares en otros cómics. "Gizzo fytal" es la expresión más usada por Lobo y puede ser una forma reducida de "Feetal's Gizzard". El Diccionario Galáctico Webster menciona una antigua maldición de Feetal, pero no dice nada más al respecto (Lobo, Vol. 1, #2).
(Nota: Feetal significa en español fetal, referente al feto pero al parecer no es aplicable en este caso)

## Biografía
Lobo es un czarniano con una fuerza y una fortaleza excepcionales. No disfruta nada mejor que la violencia y la embriaguez sin sentido, y matar como un fin en sí mismo; su nombre se traduce aproximadamente como "el que devora tus entrañas y lo disfruta a fondo". Es arrogante y egocéntrico, centrándose casi exclusivamente en sus propios placeres, aunque orgullosamente cumple con la letra de sus promesas, pero siempre ni más ni menos de lo que prometió. Lobo es el último de su especie, habiendo cometido un genocidio completo al matar a todos los demás czarnianos por diversión. Como se detalla en Lobo #0, Lobo desató una violenta plaga de escorpiones voladores sobre su mundo natal, matando a la mayoría de sus ciudadanos.
Físicamente, Lobo se parece a un varón humano de color blanco tiza con, por lo general, ojos sin pupilas de color rojo sangre con párpados ennegrecidos. Como muchos personajes de cómics, el cuerpo de Lobo es muy musculoso, aunque sus apariencias iniciales eran mucho más delgadas y menos voluminosas en comparación con iteraciones posteriores. Originalmente retratado con cabello gris púrpura cuidadosamente recortado, pronto fue rediseñado como una melena gris, más tarde un cabello largo, desaliñado, gris-negro rockero, rastas y, más recientemente, un copete. Del mismo modo, el leotardo naranja y morado que usó en sus primeras apariciones fue reemplazado por un equipo de motociclista de cuero negro y luego se reemplazó con las túnicas de su oficina como arzobispo putativo y equipo de temática pirata, y luego un traje de vuelo sin mangas. /mono. Su arsenal incluye numerosas armas y una cadena de titanio con un gancho en su brazo derecho. Las armas adicionales pueden incluir "granadas de fragmentación" y cuchillas talladas gigantes.
Lobo tiene un estricto código de honor personal en el que nunca violará la letra de un acuerdo, diciendo en Superman: la serie animada que "la palabra del hombre principal es su vínculo", aunque alegremente puede ignorar su espíritu. Es sorprendentemente protector con los delfines espaciales, algunos de los cuales alimenta desde su casa. Unos pocos han muerto en incidentes separados, que él venga con su habitual violencia.
Los amigos de Lobo incluyen a Dawg, un Bulldog que a menudo afirma que no es suyo cuando se mete en problemas; Jonas Glim, un compañero cazarrecompensas; Ramona, fiadora/peluquera; y Guy Gardner, cuya amistad se consolidó cuando Lobo pasó por el bar Warriors de Guy, donde le dio a Guy uno de sus Space Hogs y el cráneo del líder de Tormock, Bronkk.
Dawg es pisoteado hasta la muerte por Lobo en Lobo (vol. 2) # 58, en el que nuevamente le dice a Superman que el perro no es suyo; esto es por última vez. De alguna manera, Dawg aparece más tarde junto a Lobo cuando Lobo va a la Tierra para luchar contra Green Lantern y Atrocitus. Sus enemigos incluyen la parodia de superhéroes bienhechores Goldstar, Loo, Vril Dox, Bludhound, Etrigan el Demonio y General Gloria. Lobo generalmente trata de matar a cualquiera para quien lo contraten, incluida su maestra de cuarto grado llamada Miss Tribb, sus hijos, Santa Claus y Dawg, aunque sus objetivos principales son Superman y Deathstroke. Lobo frecuenta un restaurante, Al's Diner, donde a menudo coquetea con la única camarera de Al, Darlene Spritzer. Aunque Lobo protege a estos dos de peligros frecuentes, no parece entender la angustia causada por su tendencia a destruir el restaurante. Al y Darlene luego prosperan debido al apetito destructivo de Lobo; destruye la ciudad, a excepción del restaurante, dejando a hordas de trabajadores de la construcción con un solo lugar para almorzar. También termina destruyendo un restaurante que Al le da como parte de una celebración de cumpleaños.
La última revelación de Lobo y el comensal parece estar en las páginas de Lobo (vol. 2) #1,000,000 (noviembre de 1998), donde se describe su última aventura. En el momento de la acción, ya tiene obesidad mórbida y trabaja como una atracción de carnaval, asustando a los turistas para que dejen su dinero atrás. Entonces, aparece un cliente sexy para ofrecerle un último trabajo: encontrar a un malhechor legendario llamado Malo Perverso. Ante la perspectiva de un último trabajo bien pagado y la oportunidad de ganar con el cliente, Lobo acepta rápidamente y nuevamente invade el restaurante para usar su teletransportador Tesseract para alcanzar su equipo. Entonces se revela que el "cliente" no es otro que Darlene, que quería verlo de nuevo en su mejor momento en lugar de verlo hundirse aún más en la pereza.
Después de alcanzar su equipo, Lobo invade el cuartel general de la Legión de Justicia Internacional Wanna-Bes y aplasta a toda oposición para piratear sus archivos en Malo Perverso. Allí, es atacado por el mismo Perverso, quien luego se revela como Clayman, el cambiaformas del equipo, quien admite que se hizo pasar por Perverso para deshacerse de Lobo. Clayman también grita que el verdadero Perverso entró en un agujero negro. Lobo, todavía ansioso por encontrar su recompensa, se mete en el agujero negro. Irónicamente, debido a la interferencia de Lobo en un conflicto planetario en el mismo número, Al luego recibe un paquete a través del Tesseract para Lobo, que rápidamente hace estallar el restaurante una vez más.
En un momento, Lobo tiene problemas con un clon de sí mismo que había sobrevivido a desventuras anteriores. Una batalla entre los dos deja en claro cuál de ellos sobrevivió. Algunos fanáticos concluyen que el Lobo original fue el vencedor ya que, más adelante en la serie, Lobo se quita una radio en miniatura que se había implantado quirúrgicamente en la cabeza algún tiempo antes de la pelea de clones, y solo se puede clonar materia orgánica.
El personaje ha participado en varios esquemas para ganar dinero, como ser sacerdote y ser un ídolo del pop-rock. La mayoría de estos esquemas tienden a terminar con la muerte violenta de casi todos los involucrados. Tiene muchos amigos en el mundo de los cazarrecompensas, aunque muchos tienden a morir cuando están cerca de Lobo, ya sea por su mano o por los enemigos a los que se enfrenta.

### Crossovers
Lobo ha chocado y cooperado con Superman. También se ha encontrado con Batman un par de veces, aunque uno de estos encuentros fue en una continuidad de Elseworlds. Ha luchado y formado equipo con Guy Gardner más de una vez, ayudándolo a destruir varias amenazas alienígenas para la Tierra. Lobo visita a menudo Warriors, el bar de Guy, donde disfruta de tragos gratis.
El lucha contra Aquaman cuando un delfín espacial viajero que visita la Tierra es asesinado por pescadores japoneses. Deja de pelear cuando se entera de que Aquaman no solo es amigo de los delfines, sino que fue criado por ellos. Aunque Lobo siente que no puede lastimar a un compañero amante de los delfines, no tiene tanta piedad con los pescadores.
Lobo también se ha presentado con la Autoridad. En una de esas apariciones, Jenny Quantum encuentra un cómic que detalla el asesinato de Santa Claus por parte de Lobo; ella experimenta un ataque de rabia y confusión. Ella rompe la barrera entre su dimensión y la dimensión que habita Lobo en el cómic, y Lobo se encuentra en una pelea con la Autoridad.
Lobo también ha tenido enfrentamientos con Hitman, Valor, Starman, Ray, Deadman, Green Lantern, la JLA, StormWatch, Sr. Milagro, la Legión de Super-Héroes, Capitán Marvel, Wonder Woman, Fate, los Siete Soberanos, Supergirl y Superboy, entre otros.

### L.E.G.I.O.N./R.E.B.E.L.S.
Lobo actúa como un cazarrecompensas independiente hasta que Vril Dox lo engañó para que se uniera nominalmente a su fuerza policial interestelar, L.E.G.I.O.N.. Sin embargo, continúa su actividad en solitario, lo que parece llevarlo a menudo a la Tierra y en conflicto con sus héroes. O, como en un caso, base indiferencia. Permanece leal a Vril Dox después de que el hijo de Dox usurpa el liderazgo de L.E.G.I.O.N., hasta que un altercado entre Lobo y Dox hace que Dox libere a Lobo de su servicio. Después de esto, Lobo vuelve a ser un cazarrecompensas a tiempo completo.

### Li'l Lobo
En el año 2000, un mágico accidente transforma a Lobo en un adolescente. En esta condición, se une a Young Justice y eventualmente los acompaña a Apokolips, donde muere en combate. Sin embargo, el accidente mágico antes mencionado ha restaurado su capacidad para hacer crecer clones a partir de una sola gota de sangre, y millones de Lobos se lanzan a la batalla contra los soldados apokoliptianos, a quienes los Lobos derrotan rápidamente. Los Lobos luego se enfrentan entre sí, hasta que solo queda uno; en el proceso, el Lobo sobreviviente vuelve a crecer hasta la edad adulta. Su tiempo como miembro de Young Justice se convierte en un recuerdo lejano. Sin embargo, permaneció un Lobo adolescente más débil con ojos amarillos, habiéndose escondido de la pelea; se reincorpora a Young Justice y elige cambiarse el nombre a sí mismo como Slobo ("[It]'s Lobo"). Eventualmente, este clon comienza a degradarse, quedando ciego y degenerando hasta el borde de la muerte. Sin embargo, antes de que pueda morir, Darkseid lo teletransporta a la sede de Young Justice One Million en el siglo 853, convirtiéndolo en una estatua, completamente consciente y consciente, en el proceso. Cuando Lobo se encuentra más tarde con Robin y Wonder Girl nuevamente como miembros de los Jóvenes Titanes, no demuestra ningún recuerdo de ellos ni de su historia juntos, lo que demuestra que, de hecho, ha olvidado su tiempo como compañero de equipo.

### 52
En la miniserie 52 de 2006–07, Lobo reaparece después de una pausa prolongada. Se encuentra con un grupo de héroes (formado por Adam Strange, Animal Man y Starfire), que se encuentran varados en el espacio después de los eventos de la historia de "Crisis infinita" de 2005-2006. Para sorpresa de todos, no los mata. Lobo profesa haber encontrado la religión, convirtiéndose en el líder espiritual de todo el sector 3500, que fue dejado en ruinas por un asaltante aún desconocido. Es el cuidador actual del Ojo Esmeralda de Ekron. Después de ayudar a los héroes perdidos a derrotar a Lady Styx, le lleva el Ojo Esmeralda al dios pez de tres cabezas, quien acepta liberar a Lobo de su voto de no violencia a cambio. Cuando se le dice que el Ojo Esmeralda es lo único que puede matar al dios pez, Lobo lo ataca con él.

### Un año después
Lobo apareció en "Deadly Serious", una miniserie cruzada de dos partes con Batman en agosto de 2007, escrita y dibujada por Sam Kieth. Además, Lobo ha luchado contra los Jóvenes Titanes y Blue Beetle en sus respectivos títulos para detener un cohete por el Reach, en el que falló.
En la miniserie Reign in Hell, se revela que el alma de Lobo todavía estaba en el Infierno luego de un trato que hizo con Neron durante la historia de Underworld Unleashed de 1995. El sufrimiento de Lobo fue suficiente para alimentar todo el castillo de Neron. Lobo fue liberado de su prisión en una batalla entre Etrigan el Demonio y Blue Devil, y se enfureció en el infierno para vengarse de Neron. Para ganar tiempo para recuperarse por completo antes de luchar contra Lobo, Etrigan robó el alma de Blue Devil y le informó que tendría que luchar contra Lobo para recuperarla. Durante el alboroto de Lobo, le cortó la cabeza a Zatara, lo que obligó a su hija, Zatanna, para enviarlo al Abismo, la muerte del alma.
Más tarde, se muestra a Lobo ayudando a la JLA durante su misión al infierno, donde ayuda a Fire a derrotar al dios Pluto.

### "Brightest Day"
En la historia de "Brightest Day" de 2010, Lobo aparece en la Tierra para capturar una recompensa por la cabeza de Atrocitus. Después de luchar contra Hal Jordan, Carol Ferris y Sinestro, él huye. Se revela que la pelea fue organizada por el mismo Atrocitus. Como pago, Lobo recibe un anillo Red Lantern.

### R.E.B.E.L.S.
Todavía con su anillo rojo en una cadena alrededor de su cuello, Lobo es reclutado en un bar por Vril Dox, quien requiere su ayuda para luchar contra su "padre" Brainiac y Pulsar Stargrave, un arma capturada. Incluso perdiendo su cerdo espacial, Lobo salva el planeta Colu, pero con Brainac y Pulsar Stargrave escapando. Lobo se convirtió en un miembro senior de la Legión de Vril Dox con base en el planeta Rann. Lobo fue la clave para derrotar a Starro el Conquistador y sus lugartenientes, garantizando la seguridad de Rann, el sistema Vega y la galaxia. Sin que Lobo lo supiera, los Psion habían creado clones de Lobo intentando traer de vuelta a la raza czarniana, lo que podría hacerlos imparables, pero la serie terminó antes de que esto terminara.

### The New 52
En 2011, DC Comics reinició la continuidad de Universo DC en una iniciativa llamada The New 52. Una versión reinventada de Lobo debutó en Deathstroke (vol. 2) #9, escrita por Rob Liefeld. Este Lobo es un esclavista czarniano que mató al resto de su raza a excepción de su amada princesa Sheba. Una segunda versión, que dice ser el Lobo real y se parece más a su versión original post-crisis, a diferencia del Lobo rediseñado, se introdujo en Justice League (vol. 2) #23.2. Culto y bien educado, aunque despiadado, este Lobo es un mercenario interestelar y cazarrecompensas, con un físico más delgado similar a las apariciones anteriores del personaje. Esta nueva versión pone rumbo a la Tierra después de descubrir que su contraparte, un impostor czarniano, había estado allí. De acuerdo con la historia de fondo de esta versión, Lobo fue originalmente el guardaespaldas de la familia real Czarnian, que utilizó un ritual similar a la Eucaristía que involucraba la "sangre vital" del planeta, piscinas similares a los Pozos de Lázaro. Beber o bañarse en estas piscinas otorgaba a los participantes habilidades regenerativas, conectándolos a ellos y al propio Emperador con todo el planeta. Sin embargo, una parte desconocida contaminó la "sangre vital", lo que provocó que el emperador czarniano y cualquier ciudadano que hubiera participado en el ritual se volvieran locos. lo que a su vez obligó a Lobo a cometer la eutanasia planetaria. Una nueva serie con esta versión de Lobo debutó en octubre de 2014 y concluyó con su edición de diciembre de 2015.

### DC Renacimiento
En 2016, DC Comics implementó otro relanzamiento de sus libros llamado DC: Renacimiento, que restauró su continuidad a una forma muy similar a la anterior a The New 52. Lobo debuta en Justice League vs. Suicide Squad como uno de los villanos liberados por Maxwell Lord, evidentemente restaurado a su personalidad Pre-New 52. Es miembro del primer Escuadrón Suicida de Amanda Waller. Batman eventualmente implanta una bomba en el cerebro de Lobo y la detona, haciendo estallar la cabeza de Lobo. Después de que Lobo lo regenera, descubre que Batman lo hizo para liberarlo del control de Lord, y luego acepta la oferta de Batman de unirse a una nueva encarnación de la Liga de la Justicia para devolverle el favor. En Hal Jordan y los Green Lantern Corps, el se muestra que la encarnación New 52 de Lobo está cautiva dentro de una de las botellas de Brainiac 2.0. Guy Gardner casi lo libera, antes de que Hal Jordan agarre la botella y le diga que es mejor "dejarlo en el estante".

## Poderes y habilidades
Lobo posee una fuerza extraordinaria de límites indefinidos. Esta, al igual que sus otros poderes, varían grandemente dependiendo de las diferentes interpretaciones artísticas de varios escritores de cómics. En algunos casos, se le describe como un ser escasamente más fuerte que un humano normal, pero en la mayoría de las versiones demuestra su fuerza física a mayor nivel que Superman.
Lobo también posee durabilidad sobrehumana que también varía. A Lobo se le describe, en algunas situaciones, sufriendo daño por balas convencionales mientras que en otras tiene la resistencia física para ganar un combate a puño limpio con Superman. Puede sobrevivir en el espacio sin necesidad de oxígeno, y resiste poderosas explosiones sin sufrir ninguna lesión. No obstante, muestra susceptibilidad particular a los químicos gaseosos.
Si Lobo sufre una lesión, su factor de curación acelerado le permite regenerar el tejido dañado o destruido con una velocidad y eficiencia sobrehumanas y con poco dolor aparente. Lobo también es funcionalmente inmortal. Es inmune a los efectos del envejecimiento y la enfermedad. Como tal, a pesar de que puede sufrir suficientes lesiones como para estar fuera de servicio durante bastante tiempo, aparentemente se curará de cualquier lesión, si se le da el tiempo suficiente. Por ejemplo, Lobo puede regenerarse a partir de un charco de su propia sangre, aparentemente reciclando las células.
Esto se debió a que Vril Dox, debido a la conquista y "limpieza" del planeta Cairn, sede del hampa y de los mayores narcotraficantes del universo, atrajo la atención de los planetas confederados vecinos basados también en el cultivo de drogas. Los hampones de cada uno de los planetas fueron con sus ejércitos privados para eliminar al que había eliminado toda la corrupción de Cairn. Vril Dox, al verse superado en número, empleó a Lobo para que con su poder de duplicación creara un ejército para eliminar a los invasores. Antes del ataque, Vril Dox y Lobo tomaron una copa para celebrar la victoria por adelantado, envenenándole para que ya no pudiera crear más clones y no le diera más problemas. Vril Dox no necesitaría más ejércitos de Lobo porque con L.E.G.I.O.N. tendría todos los soldados que quisiera. Durante el ataque, se inmolaron todos los clones de Lobo en una explosión que finalizó la batalla (salvo uno, que aparecerá posteriormente en "Lobo, guerra clónica").
Tiene una personalidad que se vio seriamente lastimada en el ejemplar de "Hitman/Lobo: That stupid bastard" en el que Tommy Monaghan se enfrenta a Lobo para defender a Six Pack impregnándose de whiskey, volándole los ojos y después utilizarlo para eliminar a una banda de mafiosos todo esto mientras Lobo usa su desarrollado olfato para perseguir a Tommy. Los "héroes" de Section Eight se enfrentan a Lobo, lo dejan inconsciente para después sodomizarlo mientras filman el hecho para poder obligar a Lobo a retirarse sin lastimar a ninguno de ellos por pena de difundir el video por toda la galaxia.
Es inmune a los efectos del envejececimiento y enfermedades, aunque en "Lobo's Greatest Hits", en uno de los cómics conmemorativo de 1.000.000 de DC, "Lobo y la última faena" y en el tomo "Absolute Kingdom come" sí que puede envejecer, si bien de un forma mucho más lenta que cualquier ser humano. Y si bien no posee poderes de inmortalidad, en la práctica no puede permanecer muerto, ya que posee un pacto con el Cielo y el Infierno en donde no puede ser admitido en ninguno de los dos lugares (véase la serie Lobo's Back).
Lobo posee un sentido increíblemente desarrollado del olfato que le permite rastrear una persona a través de enormes distancias galácticas. Esto se debe a que detecta el aura del individuo que quiere encontrar, si bien esta explicación casi nunca es relatada y se demuestra su uso de detección por vía olfativa, cual si de sabueso se tratara.
Lobo es un luchador formidable con especialización en múltiples técnicas de combate armado y desarmado. Su arma favorita es un gancho con cadena que permanece rodeando su muñeca. Este gancho lo usa para combatir, sujetar y desgarrar a sus adversarios. A veces, también usa explosivos y múltiples armas de fuego avanzadas.
A pesar de su naturaleza violenta y ruda, Lobo parece tener el intelecto al nivel de un genio en las materias de destrucción y violencia. Puede crear agentes virulentos complejos y los antídotos necesarios a ellos como el que liberó en su planeta natal Czarnia, provocando la aniquilación de la población entera de su raza en el lapso de una semana.
No se conoce totalmente hasta que punto sus poderes son comunes para su raza o únicos en él. En la miniserie  El Último Czarniano , se declara (por parte de la profesora de Lengua de Lobo durante su infancia) que la duplicación y las habilidades curativas son rasgos poseídos por todo los Czarnianos, así como la habilidad de sobrevivir en el vacío del espacio exterior.

## Otras versiones
- En el cruce de dos partes Lobo vs. The Mask, Lobo es contratado por la suma de mil millones de créditos por un consejo de sobrevivientes de varios planetas devastados para localizar al individuo responsable. Su rastro conduce a la Tierra, donde Lobo se encuentra con el portador actual de una máscara antigua. La batalla resultante destruye Manhattan y deja a Lobo como nada más que una cabeza cortada, esperando que su cuerpo se regenere. Big Head, convenciendo a Lobo de que quiere al anterior portador de la máscara, acepta formar un equipo para cazar al "Ultimate Bastich". Big Head lleva a Lobo en una persecución a ninguna parte, matando aún más y haciendo explotar un sistema solar en el proceso. Harto de Big Head, Lobo usa una "granada de culpa" especial para obligar al usuario a quitarse la máscara para que pueda usarla él mismo. Lobo rápidamente mata a toda una barra intergaláctica llena de extraterrestres y es succionado por un agujero de gusano en su viaje por el espacio. Aterrizando en lugares desconocidos, Lobo/Mask se dirige a un solo planeta donde, al estrellarse en los 400º Feel Good Games anuales, insulta a un rey y procede a matar a numerosas personas. Un dibujo de crayón dejado en su bicicleta con las palabras "TÚ HUELES" provoca su ira, y destruye numerosos planetas persiguiendo al que hizo el dibujo insultante. Al despertar un día, Lobo se encuentra de regreso en la Tierra y se da cuenta de que la máscara lo usó. Tirándolo, se va, solo para darse cuenta de que llega a la Tierra. Resulta que el agujero de gusano lo envió atrás en el tiempo aproximadamente un mes. Lo habían contratado para cazarse a sí mismo, y el callejón donde tiró la máscara era el mismo callejón donde el carterista la encontraría en la Parte 1. Sin embargo, Lobo rompe el bucle de tiempo, literalmente entregándose mientras afeita la cabeza del otro Lobo y lo pinta de verde por el dinero de la recompensa. Mientras tanto, Big Head, al darse cuenta de que Lobo ha roto el bucle, decide divertirse en la Tierra.
- En el universo de Amalgam Comics, Lobo se cruza con Howard el pato para convertirse en Lobo el Pato.
- "Coach Lobo" envía a los Tiny Titans a una carrera alrededor del mundo en el número 16 de esa serie. En una diatriba sobre la pereza de sus alumnos, Lobo revela que: "En mi planeta, cuando era niño, ¡tenía que correr a la escuela cuesta arriba en ambos sentidos!... ¡Cuesta arriba bajo la lluvia y la nieve juntas! Los volcanes estaban en erupción". ¡A nuestro alrededor! ¡Había delfines por todas partes! ¡Lo único que nos divertíamos era hacer ejercicio!" Coach Lobo también apareció en los números 18, 22, 32, 41 y 45.

## En otros medios

### Televisión
- Lobo apareció por primera vez en la pantalla pequeña en la serie Superman: la serie animada, con la voz de Brad Garrett. Al igual que en los cómics, Lobo posee una fuerza y durabilidad excepcionales, así como su habitual arsenal de armas. Los poderes de curación y los sentidos avanzados que posee en los cómics no se muestran, aunque nunca sufre lesiones tan graves como lo hace en los cómics. El gancho de destripar de Lobo se usa solo dos veces en sus apariciones en el episodio "The Main Man" de Superman: la serie animada, y no se usa con fines combativos, debido a la SAP, así como a la dificultad para animar el arma. En su mayoría usa una palanca, o simplemente sus puños, para reprimir a su oposición. En el episodio "The Main Man", Lobo es contratado por un alienígena llamado "Preserver" para capturar a Superman y agregarlo a la colección de especies raras y en peligro de extinción del Preserver. Preserver también decide agregar a Lobo a su colección, ya que Lobo también fue el último de su propia raza. Superman y Lobo unen sus fuerzas para escapar. A cambio, Lobo promete dejar la Tierra en paz. Lobo aparece brevemente en "Warrior Queen" en el que Máxima se enamora de Superman. Después de que Superman se va, Lobo llega a la sala del trono de Maxima con una recompensa por De'Cine y Maxima comienza a obsesionarse con Lobo.
- Lobo finalmente regresa a la Tierra en el episodio de la Liga de la Justicia, "A partir de ahora", con Brad Garrett repitiendo el papel. Creyendo que Superman ha muerto, Lobo quiere unirse a la Liga de la Justicia, insistiendo en que solo él podría tomar el lugar de Superman. La Liga a regañadientes permitió que Lobo los ayudara por un corto tiempo mientras se ocupan de una gran cantidad de supervillanos que se ejecutan de manera peligrosa en Metrópolis. Lobo logra atrapar a Kalibak debajo de una pila de autos.[18] Al final, Superman regresa al presente donde evita que Deadshot asesine a Batman. Cuando Lobo declara que toda la Liga de la Justicia está junta nuevamente, Superman le dice que cuente de nuevo, luego lo despidió, indicando que no es material de la Liga de la Justicia y que se retire. Disgustado con el agradecimiento que recibió, Lobo se sube a su motocicleta y le dice a la Liga de la Justicia que la próxima vez que necesiten ayuda, no deberían preguntarle. Cuando Lobo se va, Detective Marciano grita: "¡No te preguntamos esta vez!"[19]
- Lobo hace un cameo en el episodio "Legacy" de Legion de Super Heroes.
- Lobo aparece en el episodio "¡Feliz año nuevo!" de Young Justice, con la voz de David Sobolov.[20] Primero parece atacar a las Naciones Unidas donde tiene un contrato para atacar al Secretario General Tseng, solo para ser atacado por el Escuadrón Beta del Equipo (que en ese momento consistía en Batgirl y Wonder Girl). Durante la pelea, se descubre que Tseng es secretamente un Krolotean, después de que Lobo rasgue su disfraz por la mitad. Lobo se va con el Kroloteano para dárselo a las personas que lo contrataron para capturarlo. Lobo regresa en la temporada 3.
- Lobo es mencionado indirectamente como un teaser en el episodio de Supergirl, "Verdad, justicia y estilo americano ", donde Alex Danvers le pregunta a Detective Marciano si cree que un determinado cazarrecompensas intergaláctico está en la Tierra. En concreto, el intercambio, que tiene lugar después de que su objetivo principal fue secuestrado por una figura enigmática, los tenía especulando que el secuestrador era un cazador de recompensas que vino a la Tierra, y Marciano descartó que hubiera sido Lobo, ya que "si él hubiera estado en la ciudad, el Departamento de Operaciones Extranormales lo sabría".[21]
- Lobo aparece en la serie animada Justice League Action, con la voz de John DiMaggio. Aparece por primera vez en "Follow That Space Cab", donde es contratado por Boss Kack para llevarlo a Mr. Mind. Esto lleva a Lobo a un conflicto con Superman que huye con Mr. Mind con la ayuda de Space Cabbie. Cuando Hawkman llega, ayuda a Superman a luchar contra Lobo, que termina cuando Lobo accidentalmente pisa a Mr. Mind. Al presentar los restos aplastados a Boss Kack y exigirle que pague, los robots de Boss Kack lo apuntan con sus láseres mientras Boss Kack le pregunta a Lobo si está familiarizado con lo que sucede si se aplasta cualquier parte de un gusano. En el episodio "Rage of the Red Lanterns", Lobo roba algunos anillos de Red Lantern que atoran a Atrocitus y el Red Lantern Corps contra la Liga de la Justicia. Esto es parte de un desvío para que Lobo pueda desbloquear el poder del Spider Gauntlet. La Liga de la Justicia y el Cuerpo de Linternas Rojas trabajan juntos para derrotar a Lobo. En el episodio "The Fatal Fare", Lobo aparece en el comercial de Roxy Rocket como uno de sus clientes.
- Si bien no es el personaje real, el nombre 'Lobo' se menciona en el episodio de Legends of Tomorrow, "Lucha de Apuestas", donde el fugitivo mágico, Kaupe, lo usa como un nombre de luchador en 1961 México.
- Lobo aparece en la segunda temporada de Krypton interpretado por Emmett J. Scanlan.[22][23]

### Película
- En diciembre de 2024 se confirma su debut cinematográfico en la película del DCU Supergirl: Woman of Tomorrow, que tendrá su estreno el 26 de junio de 2026. Es interpretado por Jason Momoa, quien regresa a DC luego de interpretar a Aquaman.[24][25]

#### Animación
- En la película Justice League: Crisis on Two Earths, dirigida a DVD, una versión de Lobo de Tierra-3 aparece como Warwolf. Se lo ve por primera vez en una pantalla de computadora, enumerando a todos los empleados bajo el miembro correspondiente de Sindicato del Crimen de América. Es empleado bajo la línea de mando de Johnny Quick. Más tarde, tiene un cameo completo como Detective Marciano y el Flash atacan las versiones Tierra-3 de Flecha Verde y Canario Negro. Se lo ve derrotado por Detective Marciano, y, junto con Warwolf, finalmente es derrotado cuando el barco en el que se encuentra se hunde, y no se lo volvería a ver durante la duración de la película. Esta versión de Lobo se ve con su chaleco de cuero personalizado, pero no lleva camisa debajo de la chaqueta.[26]
- Lobo aparece en Lego DC Comics Super Heroes: Aquaman: Rage of Atlantis, con la voz de Fred Tatasciore.
- Lobo aparece en la mitad de los créditos de Lego DC: Shazam!: Magic and Monsters, nuevamente con la voz de Fred Tatasciore.
- Lobo aparece en DC Super Hero Girls: Juegos Intergalácticos, con la voz de Tom Kenny.
- Lobo es antagonista en Superman: Man of Tomorrow, con la voz de Ryan Hurst.

### Videojuegos
- En 1995, Ocean Software estaba desarrollando un juego de Lobo para Atari Jaguar CD,[27][28][29][30][31][32] Mega Drive/Genesis y Super NES. Era un juego de lucha, con muchos personajes de las historias cómicas de Lobo. En la revista de videojuegos Nintendo Power volumen 84 (mayo de 1996), se presentó una presentación preliminar de seis páginas del juego. Como se previó, el juego todavía tenía algunos errores y carecía de sonido. Las revisiones de la versión final de Genesis aparecieron en GamePro y Electronic Gaming Monthly. Los revisores observaron que el personajes mal dibujados, movimientos especiales bruscos y un modo para un solo jugador en el que solo se puede jugar a Lobo.[33][34] El juego fue cancelado antes de su lanzamiento. Se encontró un prototipo de la versión final de Genesis y una imagen ROM se publicó el 15 de septiembre de 2009 por una comunidad española de Sega, mientras que en febrero de 2016 también se encontró un prototipo de la versión de Super Nintendo y se lanzó una imagen ROM de febrero en la comunidad AssemblerGames.
- Lobo aparece en Injustice: Gods Among Us, con David Sobolov repitiendo su papel de voces de Young Justice.
- Lobo aparece como un personaje jugable en DC Unchained.

#### Lego
- Lobo aparece como un personaje jugable en Lego Batman 3: Beyond Gotham, con la voz de Travis Willingham.[35]
- Lobo aparece en Lego DC Super-Villains, con la voz de David Sobolov.[36] Se desbloquea como un personaje jugable después de que el jugador lo ayuda con su tarea de tomar fotos de él en el trono de Darkseid. Lobo también narra una serie de misiones adicionales que inician la Liga de la Justicia, lo que hace mientras aterroriza a un comensal en algún lugar del espacio.